# Calonge (Santanyí)
Calonge és una vila del terme de Santanyí d'un miler d'habitants situada a la zona de marina entre el litoral i l'interior.

## Nom
Segons la tradició, quan el Rei en Jaume s'hi passejava, el lloc li va recordar Calonge d'Empordà i el va batiar amb aquest nom.
En realitat, el topònim apareix documentat el 1236 com a una alqueria anomenada Coloiz o Coloya. Sovint s'ha relacionat l'origen del nom amb la vila de Calonge del Baix Empordà: segons aquesta tesi, el senyor de Calonge d'aquells moments, Gilabert de Cruïlles, un dels nobles que participaren en la conquesta de Mallorca, hauria estat propietari d'aquestes terres i hauria posat el nom de la seva vila natal. Segons Coromines, es tracta d'un derivat mossàrab de Cala Llonga, reduït per haplologia a Calonga, topònim que fa referència a la veïna Cala Llonga.

## Geografia
Està situat a l'extrem nord-est del terme, a la frontera amb el de Felanitx, gairebé conurbat amb la vila felanitxera de l'Horta. Limita a nord-est amb l'Horta, al nord amb el puig de la Talaia, a l'est amb el torrent d'en Bet i al sud amb Cala d'Or.
La vila la travessen dues carreteres: la Ma-4012, que la connecta amb l'Alqueria Blanca i Santanyí i amb l'Horta i Portocolom; i la Ma-4013, que la connecta amb Cala d'Or i, amb el nom de Ma-40-16, amb Felanitx i Cals Concos passant pel Carritxó.
Hi predomina el sòl argilós alternat amb zones de call vermell. Els vents dominants són els de llevant i el règim pluviomètric anual és d'uns 400 mm.
El 1989 tenia una població de 526 habitants, que el 2024 eren 996.

## Història
Apareix ja documentat al segle xiii, quan era propietat de la família de Valentí Sestorres o Valentí de ses Torres, entre els quals es trobava Bartomeu Valentí, canonge de la Seu.
Al final de la guerra de Successió, el 1715, les tropes borbòniques desembarcaren a Cala Llonga i derrotaren les tropes austriacistes que defensaven Mallorca.
El 1801 es construí la primera església, per iniciativa del doctor Jaume Riera. El 1903 es projectà una nova església en estil neoromànic segons plans d'Antoni Maria Alcover, que s'acabà el 1909 i es dedicà a Sant Miquel; la beneí el bisbe Campins. El 1938, fou erigida vicaria in capite.
Calonge es mantengué com a nucli agrícola i ramader fins a mitjan segle xx, amb grans extensions d'ametlerars, garrovers i figueres, i el cultiu de cereals i lleguminoses; l'activitat pesquera, per la seva banda, es concentrava a Cala Llonga.
A partir de la dècada dels trenta, començà un tímid desenvolupament urbanístic a Cala Llonga, amb la urbanització posteriorment anomenada Cala d'Or, i es produí una lenta afluència de turistes benestants, que s'interrompé amb la Guerra Civil i la postguerra. A final dels anys seixanta, l'arribada de turistes esdevengué massiva, i el model econòmic de Calonge virà completament, quan molts dels seus habitants obriren negocis turístics o canviaren la seva professió agrària per l'hostaleria.
Fins a 1972, hi hagué una escola d'Educació General Bàsica, i a partir de llavors els al·lots hagueren d'anar a Santanyí fins al 2002, quan obrí el CEIP Calonge. El 2007 s'inaugurà l'edifici actual. D'ençà de 1988 disposa d'un centre cultural, un dispensari mèdic i un poliesportiu.

## Cultura
Les festes patronals se celebren per Sant Miquel (29 de setembre). També se celebren els foguerons de Sant Antoni (17 de gener), mentre que el mercat és dijous.